# Белешка
Белешка је првобитно: сваки мањи запис, писани траг о неком разговору, чак размишљању, прилог подсетнику; у науци информација о некој новости.
Као новинарски жанр, белешка је мала коментаторска форма без јачег наглашавања коментаторских елемената, погодна за све медије; новинарско промишљање о мање значајном догађају, или чак о одломку из збивања, увек о нечему одређеном. Белешка препушта детаљну анализу појава и процеса коментару и чланку, а на малом простору подстиче читаоца на критички однос не намећући му коначне судове. Садржај тих „малих ствари“ омогућава лакоћу изражавања, саговорнички, наративни ток текста, готово репортерски призвук, сажетост и живост, дискретну драматичност описа догађаја на малим сценама свакодневног живота тзв. обичних људи и њиховог пробијања кроз препреке савременог друштва: равнодушност, самовољу, сужену свест о узајамним потребама појединаца из усамљене гомиле беспомоћних. Понекад белешка извлачи промере „оорганизоване неодговорности“ и тада се приближава друштвеној хроници малог обима. 
Белешка има и друге називе из породице коментаторских форми: осврт, курзив, глоса, „под лупом“, „директно“; сужавање на реаговање оставља могућност да садржај белешке постане тема за даље истраживање и рдуге жанрове: анкета, „округли сто“, изјава, серија текстова.